# دی یونگ
دی یونگ (انگلیسی: Dey Young؛ زادهٔ ۲۸ ژوئیهٔ ۱۹۵۵) یک هنرپیشه اهل ایالات متحده آمریکا است.
از فیلم‌ها یا برنامه‌های تلویزیونی که وی در آن نقش داشته است می‌توان به توطئه سایه، جایی برای پنهان شدن نیست، جوخه مد، قتل ۱۰۱، نشنال لمپون نه چندان قانونی و لرزش، تق تق و راک! اشاره کرد.